# 愛媛県道161号糸山公園線
愛媛県道161号糸山公園線（えひめけんどう161ごう いとやまこうえんせん）は、愛媛県今治市を通る一般県道である。起点は行き止まりであり、どの道路とも接続していない。

## 概要

### 路線データ
- 総延長：3.3 km
- 起点：今治市小浦町2丁目
- 終点：今治市高部（国道317号交点）

## 路線状況

### 道路施設

#### 橋梁
- 旭方橋（今治市）

#### トンネル
- 糸山トンネル：延長136m、1998年（平成10年）竣工

## 地理

### 通過する自治体
- 今治市

### 交差する道路
- 国道317号
- 愛媛県道325号今治大三島自転車道線

### 沿線
- 糸山公園
- 来島海峡展望館
- 西瀬戸自動車道（しまなみ海道）
- 来島海峡大橋
  - 自転車道歩行者道入口
  - 原付道入口
- サンライズ糸山